# Örnäsets distrikt
Örnäsets distrikt är ett distrikt i Luleå kommun och Norrbottens län. Distriktet omfattar bland annat de östra delarna av tätorten Luleå (inklusive Örnäset) samt delar av Lule skärgård (bland annat Sandön) i södra Norrbotten.

## Tidigare administrativ tillhörighet
Distriktet inrättades 2016 och utgörs av delar av tidigare Luleå stad och Nederluleå socken.
Området motsvarar den omfattning Örnäsets församling hade 1999/2000 och fick 1974 efter överföring av en del områden till församlingen från Nederluleå församling.

## Tätorter och småorter
I Örnäsets distrikt finns tre tätorter och en småort.

### Tätorter
- Hällbäcken och Sinksundet (del av)
- Luleå (del av)
- Södra Hertsölandet

### Småorter
- Hagaviken